# Gran Premio di superbike dell'Estoril 1988
Il Gran Premio di superbike dell'Estoril 1988 è stato disputato il 11 settembre sul circuito di Estoril e ha visto la vittoria di Davide Tardozzi in gara 1, mentre la gara 2 è stata vinta da Stéphane Mertens .

## Risultati

### Gara 1

#### Arrivati al traguardo
| Pos. | Nº  | Pilota                 | Motocicletta | Tempo     | Griglia | Punti |
| ---- | --- | ---------------------- | ------------ | --------- | ------- | ----- |
| 1º   | 1   | Davide Tardozzi        | Bimota       | 40:22.450 | 4º      | 10    |
| 2º   | 8   | Stéphane Mertens       | Bimota       | +0:00.370 | 1º      | 8,5   |
| 3º   | 2   | Marco Lucchinelli      | Ducati       | +0:03.590 | 3º      | 7,5   |
| 4º   | 4   | Fred Merkel            | Honda        | +0:10.150 | 6º      | 6,5   |
| 5º   | 33  | Terry Rymer            | Honda        | +0:22.560 | 2º      | 5,5   |
| 6º   | 3   | Fabrizio Pirovano      | Yamaha       | +0:33.110 | 7º      | 5     |
| 7º   | 12  | Peter Rubatto          | Bimota       | +0:33.370 | 10º     | 4,5   |
| 8º   | 58  | Anders Andersson       | Suzuki       | +0:47.390 | 12º     | 4     |
| 9º   | 60  | Paul Iddon             | Bimota       | +0:49.640 | 9º      | 3,5   |
| 10º  | 52  | Robert Dunlop          | Honda        | +0:54.680 | 11º     | 3     |
| 11º  | 45  | Mauro Ricci            | Honda        | +1:14.560 | 13º     | 2,5   |
| 12º  | 23  | Ernst Gschwender       | Suzuki       | +1:14.720 | 16º     | 2     |
| 13º  | 24  | Anton Gruschka         | Honda        | +1:14.980 | 19º     | 1,5   |
| 14º  | 59  | Jean-Louis Guignabodet | Honda        | +1:38.710 | 20º     | 1     |
| 15º  | 18  | Andy Mcgladdery        | Honda        | +1:42.850 | 17º     | 0,5   |
| 16º  | 51  | Marino Fabbri          | Bimota       | +1:47.200 | 14º     |       |
| 17º  | 11  | Udo Mark               | Bimota       | +1:55.170 | 22º     |       |
| 18º  | 50  | Karl-Heinz Riegl       | Bimota       | +1 giro   | 23º     |       |
| 19º  | 54  | David Griffith         | Honda        | +1 giro   | 21º     |       |
| 20º  | 35  | Pedro Baptista         | Suzuki       | +1 giro   | 25º     |       |
| 21º  | 15  | René Rasmussen         | Suzuki       | +1 giro   | 18º     |       |
| 22º  | 21  | Ian Green              | Honda        | +1 giro   | 26º     |       |
| 23º  | 182 | Vitor Fidalgo          | Yamaha       | +2 giri   | 31º     |       |
| 24º  | 107 | Paulo Almeida          | Honda        | +2 giri   | 30º     |       |
| 25º  | 127 | Armando Clemente       | Kawasaki     | +2 giri   | 28º     |       |
| 26º  | 41  | Fernando Jardim        | Yamaha       | +2 giri   | 29º     |       |

#### Ritirati
| Nº | Pilota          | Motocicletta | Giri     | Griglia |
| -- | --------------- | ------------ | -------- | ------- |
| 27 | Jari Suhonen    | Yamaha       | +13 giri | 8º      |
| 71 | Raymond Roche   | Ducati       | +14 giri | 5º      |
| 22 | Manuel João     | Suzuki       | +16 giri | 24º     |
| 26 | Alex Laranjeira | Suzuki       | +21 giri | 15º     |

### Gara 2

#### Arrivati al traguardo
| Pos. | Nº  | Pilota                 | Motocicletta | Tempo     | Griglia | Punti |
| ---- | --- | ---------------------- | ------------ | --------- | ------- | ----- |
| 1º   | 8   | Stéphane Mertens       | Bimota       | 40:08.790 | 1º      | 10    |
| 2º   | 1   | Davide Tardozzi        | Bimota       | +0:11.370 | 4º      | 8,5   |
| 3º   | 33  | Terry Rymer            | Honda        | +0:13.040 | 2º      | 7,5   |
| 4º   | 2   | Marco Lucchinelli      | Ducati       | +0:16.070 | 3º      | 6,5   |
| 5º   | 4   | Fred Merkel            | Honda        | +0:34.970 | 6º      | 5,5   |
| 6º   | 3   | Fabrizio Pirovano      | Yamaha       | +0:39.100 | 7º      | 5     |
| 7º   | 52  | Robert Dunlop          | Honda        | +0:55.750 | 11º     | 4,5   |
| 8º   | 60  | Paul Iddon             | Bimota       | +0:55.960 | 9º      | 4     |
| 9º   | 58  | Anders Andersson       | Suzuki       | +0:56.380 | 12º     | 3,5   |
| 10º  | 45  | Mauro Ricci            | Honda        | +1:03.380 | 13º     | 3     |
| 11º  | 51  | Marino Fabbri          | Bimota       | +1:03.620 | 14º     | 2,5   |
| 12º  | 18  | Andy Mcgladdery        | Honda        | +1:15.400 | 17º     | 2     |
| 13º  | 27  | Jari Suhonen           | Yamaha       | +1:18.900 | 8º      | 1,5   |
| 14º  | 24  | Anton Gruschka         | Honda        | +1:19.900 | 19º     | 1     |
| 15º  | 59  | Jean-Louis Guignabodet | Honda        | +1:20.870 | 20º     | 0,5   |
| 16º  | 11  | Udo Mark               | Bimota       | +1:43.540 | 22º     |       |
| 17º  | 12  | Peter Rubatto          | Bimota       | +1 giro   | 10º     |       |
| 18º  | 54  | David Griffith         | Honda        | +1 giro   | 21º     |       |
| 19º  | 50  | Karl-Heinz Riegl       | Bimota       | +1 giro   | 23º     |       |
| 20º  | 21  | Ian Green              | Honda        | +1 giro   | 26º     |       |
| 21º  | 35  | Pedro Baptista         | Suzuki       | +1 giro   | 25º     |       |
| 22º  | 107 | Paulo Almeida          | Honda        | +2 giri   | 30º     |       |
| 23º  | 182 | Vitor Fidalgo          | Yamaha       | +2 giri   | 31º     |       |
| 24º  | 127 | Armando Clemente       | Kawasaki     | +2 giri   | 28º     |       |
| 25º  | 41  | Fernando Jardim        | Yamaha       | +2 giri   | 29º     |       |

#### Ritirati
| Nº | Pilota           | Motocicletta | Giri     | Griglia |
| -- | ---------------- | ------------ | -------- | ------- |
| 71 | Raymond Roche    | Ducati       | +3 giri  | 5º      |
| 23 | Ernst Gschwender | Suzuki       | +13 giri | 16º     |
| 15 | René Rasmussen   | Suzuki       | +16 giri | 18º     |
| 26 | Alex Laranjeira  | Suzuki       | +17 giri | 15º     |